# Hulchul (film, 2004)
Pour les articles homonymes, voir Hulchul.
Pour plus de détails, voir Fiche technique et Distribution.
Hulchul (हलचल) est un film indien réalisé par Priyadarshan, sorti en 26 novembre 2004.

## Synopsis
Angarchand est le père de quatre fils dociles : Balram, l'aîné, Shakti, Kishen, le plus jeune étant Jaichan. Sa famille, d'une haute caste et très influente, sert aussi en cas de dernier recours dans les dilemmes du village et intervient alors de façon musclée. Cette famille a vécu une tragédie dans le passé (la mort de la mère), et depuis, les femmes sont strictement prohibées sous le toit familial et tous ont fait vœu de chasteté.
Anjali est une jeune étudiante en droit, orpheline, qui doit abandonner ses études pour s'engager dans un mariage... qui n'aura pas lieu finalement, sous la pression exercée par Angarchand sur la famille du marié. Les familles d'Anjali et d'Angarchand sont en froid depuis bien des années... LakshmiDevi, l'aînée de la famille d'Anjali et accessoirement la "chef de tribu" perd son sang froid en apprenant la nouvelle et entreprend de prendre sa revanche sur cette famille détestée et déloyale ... Anjali reprend donc ses études et doit subir l'humiliation de voir que tous les élèves sont informés de ce mariage loupé par Jaichan. De retour chez elle, elle fait part de sa colère à ses proches et regrette d'être la victime de ces vieilles rancunes... Mais sa grand-mère, fine stratège, lui soumet alors un plan qui lui permettrait enfin de retrouver sa paix d'esprit... Pourquoi ne pas feindre d'être amoureuse de Jaichan et casser ainsi la rigueur et la discipline de sa famille, tout en ruinant le cœur d'Angarchand au passage ? Jaichan se soulèvera à coup sûr contre les siens lorsqu'ils réprouveront évidemment l'union, c'est là qu'Anjali le lâchera, et la revanche sera ainsi complète ! Évidemment, tout vrai sentiment est strictement interdit, et LakshmiDevi la prévient d'entrée que sa colère serait monstrueuse si cela arrivait... Anjali accepte... La comédie est mise à exécution dès le lendemain mais Jaichan s'avère très difficile à convaincre... Et fatalement, petit à petit, ce qui n'était que stratégie planifiée finit par se transformer en vrai amour...

## Fiche technique
- Titre : Hulchul
- Titre original : हलचल
- Réalisation : Priyadarshan
- Scénario : Siddique et Neeraj Vora
- Dialogues : Jay Master et K. P. Saxena
- Musique : Surendra Singh Sodhi et Vidyasagar
- Photographie : Jeeva
- Montage : N. Gopalakrishnan et Arun Kumar
- Production : Ganesh Jain et Ratan Jain
- Société de production : Movies "N" More et Venus Records & Tapes
- Pays :  Inde
- Langues : Hindî, Anglais
- Genre : Action, comédie dramatique et romance
- Durée : 149 minutes
- Dates de sortie : 
  -  Inde : 26 novembre 2004

## Distribution
- Akshaye Khanna : Jai
- Kareena Kapoor: Anjali
- Sunil Shetty : Veer
- Paresh Rawal : Kishen
- Jackie Shroff : Balram
- Amrish Puri : Angar Chand
- Arshad Warsi : Lucky
- Arbaaz Khan : Shakti